# Boris Boor
Boris Boor (Bratislava, Checoslovaquia, 12 de diciembre de 1950) es un jinete austríaco que compitió en la modalidad de salto ecuestre.
Participó en dos Juegos Olímpicos de Verano, en los años 1988 y 1992, obteniendo una medalla de plata en Barcelona 1992, en la prueba por equipos (junto con Jörg Münzner, Hugo Simon y Thomas Frühmann).

## Palmarés internacional
| Juegos Olímpicos | Juegos Olímpicos   | Juegos Olímpicos | Juegos Olímpicos |
| Año              | Lugar              | Medalla          | Categoría        |
| ---------------- | ------------------ | ---------------- | ---------------- |
| 1992             | Barcelona (España) | Medalla de plata | Por equipos      |